# 橘瑞超
橘瑞超（日语：／ Tachibana Zuichō，1890年1月7日—1968年11月4日），日本探险家、僧人。

## 生平
橘瑞超出生于名古屋，1908年参加其師父大谷光瑞組織的第二次探险队，前往中国新疆，1909年在楼兰发现著名的李柏文书，轰动一时。1910年，橘瑞超前往英国会见斯坦因（Marc Aurel Stein），同年回到敦煌，从莫高窟藏经洞又搜购走一批中国政府未及运走的文书。
由于受教育有限，橘瑞超研究水平不甚高，仅编有《敦煌将来藏经目录》等书，对中亚文物也多有损坏。